# Sersa
Die Sersa Group, eine Abkürzung für „Soudage électrique des rails S.A.“, ist ein international tätiges Schweizer Bahntechnikunternehmen. Sersa bietet eine Vielzahl von Dienstleistungen und eigene Produkte rund um die Bahninfrastruktur, zum Kerngeschäft gehören Gleisbau und -unterhalt für unterschiedlichste Spurbreiten und Bahntypen. Sersa bietet aber auch den Bau von elektrischen Anlagen, Vermessungssysteme und Logistiklösungen und Projektmanagement an.

## Geschichte
Sersa wurde 1948 im Kanton Neuenburg gegründet und 1952 als Aktiengesellschaft im Schweizer Handelsregister eingetragen. 1979 erwarb Arnold Schnyder das Unternehmen und etablierte dieses als Partner der Bahnen für Unterhaltsarbeiten in der Region Zürich und im Bereich Schienenschweissen in den Regionen Zürich-Chur und Neuenburg.
1986 übernahm Schnyders Sohn Konrad die Geschäftsführung. Unter der Leitung von Konrad Schnyder erschloss Sersa immer neue Aktivitätsfelder, wurde zu einer wichtigen Partnerin der Schweizerischen Bundesbahnen und wurde international tätig. 1992 wurde mit der Sersa GmbH in Deutschland die erste Tochtergesellschaft im Ausland gegründet. 
1993 wurden alle Sersa Tochtergesellschaften in die Orion Holding zusammengefasst, während die operative Leitung bei der Sersa AG verblieb. 2001 wurde die Sersa Group Management AG gegründet und übernahm die Konzernführung unter dem Alleinbesitzer und CEO Konrad Schnyder. 2012 schloss sich Sersa mit dem österreichischen Bahntechnikunternehmen Rhomberg Rail GmbH zur Rhomberg Sersa Rail Group Holding GmbH zusammen. 

## Standorte
Sersa verfügt heute über 15 Standorte in der Schweiz, der Hauptsitz befindet sich in Zürich. Hinzu kommen gemeinsame Standorte der Rhomberg Sersa Rail Group in Österreich, Deutschland, den Niederlanden, Grossbritannien, der Türkei, Australien und Kanada.